# Luwang (Gatak)
Luwang is een bestuurslaag in het regentschap Sukoharjo van de provincie Midden-Java, Indonesië. Luwang telt 3551 inwoners (volkstelling 2010).